# Nigel Guy Wilson
Nigel Guy Wilson FBA (* 23. Juli 1935 in London) ist ein britischer Altphilologe.
Nigel Guy Wilson studierte am Corpus Christi College der University of Oxford (M.A. 1957) und arbeitete anschließend als Lecturer am Merton College derselben Universität. 1962 wechselte er als Fellow and Tutor an das Lincoln College, wo er bis zu seinem Eintritt in den Ruhestand (2002) wirkte. 1980 wurde er zum Mitglied der British Academy gewählt. 2001 erhielt er die Ehrendoktorwürde der Universität Uppsala, 2015 die Kenyon Medal for Classical Studies.
Wilson beschäftigt sich mit der griechischen Literatur von der Antike bis zur Renaissance. Zu seinen Forschungsschwerpunkten gehören die griechische Tragödie und Komödie, griechische Paläografie und die Rezeption und Überlieferung der antiken Literatur bei den Byzantinern. Er veröffentlichte maßgebliche Textausgaben zu Sophokles und Aristophanes.

## Schriften
- mit Dimitrije I. Stefanović: Manuscripts of Byzantine chant in Oxford. Bodleian Library, Oxford 1963.
- mit Leighton Durham Reynolds: Scribes and Scholars. A Guide to the Transmission of Greek and Latin Literature. Oxford University Press, Oxford 1968. Zweite Auflage, Clarendon Press, Oxford 1975, ISBN 0-19-814371-0. Dritte Auflage, ebenda 1991, ISBN 0-19-872145-5. Vierte Auflage, Oxford University Press, Oxford 2013, ISBN 978-0-19-968632-2 (Übersetzungen des Werkes existieren ins Französische, Griechische, Italienische, Japanische, Spanische und Polnische).
- mit D. Mervyn Jones: Scholia vetera in Aristophanis Equites et Scholia Tricliniana in Aristophanis Equites. Wolters, Groningen 1969, ISBN 90-6088-040-4.
- An anthology of Byzantine prose (= Kleine Texte für Vorlesungen und Übungen. Nummer 189). Walter de Gruyter, Berlin/New York 1971, ISBN 3-11-001898-5.
- Mediaeval Greek bookhands: examples selected from Greek manuscripts in Oxford libraries (= Publications of the Mediaeval Academy of America. Band 81). 2 Teilbände, Mediaeval Academy of America, Cambridge (Mass.) 1972–1973.
- Saint Basil on the Value of Greek Literature. Duckworth, London 1975, ISBN 0-7156-0872-X.
- Scholia in Aristophanis Acharnenses. Wolters, Groningen 1975, ISBN 90-6088-040-4.
- mit Donald Andrew Russell: Menander Rhetor. A commentary. Edited with translation and commentary. Clarendon Press, Oxford 1981, ISBN 0-19-814013-4.
- Scholars of Byzantium. Johns Hopkins University Press, London 1983. Überarbeitete Neuauflage, Duckworth, London 1996, ISBN 0-915651-08-4.
- mit Hugh Lloyd-Jones: Sophoclis fabulae (Oxford Classical Texts). Clarendon Press, Oxford 1990, ISBN 0-19-814577-2.
- mit Hugh Lloyd-Jones: Sophoclea. Studies on the text of Sophocles. Clarendon Press, Oxford 1990, ISBN 0-19-814041-X.
- From Byzantium to Italy. Greek studies in the Italian Renaissance. Duckworth, London 1992, ISBN 0-7156-2418-0. 2. Auflage, Bloomsbury, London 2017, ISBN 978-1-4742-5047-4.
- Photius, The Bibliotheca. A selection translated with notes. Duckworth, London 1994, ISBN 0-7156-2612-4.
- Aelian, Historical Miscellany (= Loeb Classical Library. Band 486). Harvard University Press, Cambridge (Mass.)/London 1997, ISBN 0-674-99535-X.
- mit Hugh Lloyd-Jones: Sophocles. Second thoughts (= Hypomnemata. Untersuchungen zur Antike und zu ihrem Nachleben. Band 100). Vandenhoeck & Ruprecht, Göttingen 1997, ISBN 3-525-25200-5.
- Pietro Bembo, Oratio pro litteris graecis. Centro Interdipartimentale di Studi Umanistici, Messina 2003, ISBN 88-87541-12-4.
- als Herausgeber: Encyclopedia of ancient Greece. Routledge, New York 2006, ISBN 0-415-97334-1.
- Aristophanis fabulae. Recognovit breviqve adnotatione critica instrvxit (Oxford Classical Texts). 2 Bände, Clarendon Press, Oxford 2007, ISBN 978-0-19-872180-2 (Band 1) und ISBN 978-0-19-872181-9 (Band 2).
- Aristophanea. Studies on the Text of Aristophanes. Oxford University Press, Oxford 2007, ISBN 978-0-19-928299-9.
- mit Reviel Netz, William Noel, Natalie Tchernetska: The Archimedes palimpsest. 2 Bände, Cambridge University Press, Cambridge 2011, ISBN 978-1-107-01684-2.
- A Descriptive Catalogue of the Greek Manuscripts of Corpus Christi College, Oxford. Brewer, Woodbridge 2011, ISBN 978-1-8438-4287-3.
- Herodoti Historiae. Recognovit breviqve adnotatione critica instrvxit (Oxford Classical Texts). 2 Bände, Clarendon Press, Oxford 2015, ISBN 978-0-19-956070-7 (Band 1) und ISBN 978-0-19-956071-4 (Band 2).
- Herodotea. Studies on the text of Herodotus. Oxford University Press, Oxford 2015, ISBN 978-0-19-967286-8.
- Aldus Manutius, The Greek Classics. Edited and translated (= I Tatti Renaissance Library. Band 70). Harvard University Press, Cambridge (Mass.)/London 2016, ISBN 978-0-674-08867-2.